# Milava (biljni rod)
Milava (ševar, lat. Ammophila) nekadašnji biljni rod od tri vrste trajnica iz porodice trava rasprostranjen po Sjevernoj Americi, sjevernoj Africi, i dijelovima Europe i jugozapadne Azije. U Hrvatskoj raste jedino pješčarska milava ili ševar (A. arenaria)
Opisao ga je 1809 Nicolaus Thomas Host. Sve tri vrste danas su uklopljene u rod Calamagrostis Adans.

## Vrste
- Ammophila arenaria →Calamagrostis arenaria (L.) Roth
- Ammophila breviligulata →Calamagrostis breviligulata (Fernald) Saarela
- Ammophila champlainensis →Calamagrostis breviligulata subsp. champlainensis (F.Seym.) Saarela